# Ted Sider
Theodore “Ted” Sider ist ein US-amerikanischer Philosoph.

## Leben
Sider ist ein Sohn des mennonitischen, linksevangelikalen Historikers Ron Sider und seiner Frau Arbutus Lichti aus Philadelphia. Er ist einer der bekanntesten zeitgenössischen analytischen Philosophen vor allem im Bereich der Ontologie, wo er eine vierdimensionale Ontologie verteidigt und wichtige Beiträge zu Themen der Metaphysik, Modalität, natürlicher Arten, Zeit und Supervenienz in die jüngeren Debatten eingebracht hat. Zu seinen weiteren Arbeitsgebieten zählen auch Themen der Sprachphilosophie; in der Lehre unterrichtet er auch Logik.
Er studierte 1984–88 am Gordon College, 1988–92 an der Graduate School in Massachusetts, wo er 1993 in Amherst seinen Ph.D. erwarb. Anschließend lehrte er 1992–1998 an der University of Rochester, 1998–2002 an der Syracuse University und seit 2011 an der Cornell University.
Sein vieldiskutiertes Buch Four-Dimensionalism: An Ontology of Persistence and Time (Oxford, 2001) erhielt 2003 den Buchpreis der American Philosophical Association (APA, zuvor Matchette Prize genannt).
Sider ist Mitherausgeber der Zeitschriften Philosophical Studies, Notre Dame Philosophical Reviews und Noûs.

## Publikationen
- Four-Dimensionalism: An Ontology of Persistence and Time, Oxford 2001 Review von Hud Hudson
- mit Earl Conee: Riddles of Existence: A Guided Tour of Metaphysics, Oxford 2005
- Logic for Philosophy, Oxford, im Erscheinen Draft auf seiner Webseite
- Hg. mit John Hawthorne, Dean Zimmerman: Contemporary Debates in Metaphysics, Basil Blackwell 2007